# Mangeu
Mangeu is een bestuurslaag in het regentschap Aceh Besar van de provincie Atjeh, Indonesië. Mangeu telt 302 inwoners (volkstelling 2010).